# Африканеры
Африка́неры (африк. Afrikaners [afriˈkɑːnərs], дословно «африканцы») — европеоидный народ в регионе Южная Африка, потомки колонистов голландского, немецкого и французского происхождения. Основная часть проживает в ЮАР, Намибии и Замбии. Внутри африканеров выделяется субэтнос буров. По религии — протестанты. Родной язык — африкаанс, сложился на основе южных диалектов нидерландского языка (до начала XX века нидерландский использовался в качестве литературного языка). Общая численность около 3,6 млн чел. До 1990 года составляли 60 % белого населения ЮАР; остальные 40 % — англоафриканцы, сейчас пропорция изменилась в пользу африканеров, так как англоафриканцы более склонны к эмиграции, чем африканеры, считающие Южную Африку своей этнической родиной.

## Образ жизни
Белые африканеры живут дисперсно в городах и сёлах провинций Южно-Африканской Республики, а также в южной трети Намибии, где при непосредственном участии африканеров сформировалась смешанная группа бастеры. Нигде не образуют большинства, за исключением небольшой деревни Орания (Северо-Капская провинция) с населением 2874 чел. Большинство африканеров принадлежит к нескольким организационно независимым течениям голландской реформатской церкви, небольшое количество — католики. С давних пор предпочитают селиться хуторами, на отдельных фермах, где занимаются преимущественно земледелием, животноводством.

## История
Африканеры — потомки голландских поселенцев XVII—XVIII веков. Первые голландцы прибыли сюда во главе с Яном ван Рибеком в 1652, основав город Капстад (Кейптаун) и Капскую колонию, которыми управляла Голландская Ост-Индская компания. Затем к ним добавились (1657—1806) волны другой европейской иммиграции (французы-гугеноты, немцы, фламандцы, валлоны, ирландцы и др.). В районе Кейптауна африканеры частично смешались с бывшими привозными рабами, образовав смешанные и переходные расы (цветные).
Уже с XVII века стихийно возникло движение трекбуров (буров-переселенцев), которые, не желая подчиняться власти Голландской Ост-Индской компании, переселялись далее на север, в глубь африканского континента. В ходе наполеоновских войн Капскую колонию захватила Великобритания (1806), и конфликты между властями и бурами возросли, что стало одной из причин Великого трека на восток, в ходе которого около 15 тыс. белых фермеров покинуло восточные районы Капской колонии. В это же время начался процесс имущественного расслоения африканеров. В начале XX века он ещё более усилился. Так, крупные фермеры владели плантациями с десятками и сотнями чернокожих рабочих, в то время как уровень жизни бедных африканеров мало отличался от негров или цветных.
Фуртреккеры основали в середине XIX века ряд недолговечных бурских республик. Из них наиболее устойчивыми оказались Оранжевое Свободное государство, Трансвааль и колония в Натале. После англо-бурских войн (Англо-бурская война (1880—1881) и Англо-бурская война (1899—1902)) (1880—1902) бурские республики были вновь присоединены к владениям Великобритании, а в 1910 году вошли в состав Южно-Африканского Союза.
В период между мировыми войнами обострились конфликты между британцами и частью африканеров, которые стремились интегрировать чернокожее население в экономику, и основной массой африканеров, стремившихся отграничить себя от чернокожего населения. Элита африканеров вместе с британцами пошла на создание системы апартеида с неравным распределением ресурсов в зависимости от расы.
В фермерских семьях сохранялись строгие патриархальные пуританские традиции. Городские африканеры (капские голландцы) были более либеральны. В городах сформировалась африканерская промышленная и торговая буржуазия.
После Второй мировой войны именно африканеры стали опорой правящего африканерско-английского класса, навязавшего ЮАР систему апартеида. Общественный сектор выделял бурам значительные субсидии на ведение фермерского хозяйства, давал средства для развития их родного языка африкаанс, ущемляя при этом права негров и азиатов.
Режим апартеида с самого начала столкнулся с саботажем части белого населения и активным сопротивлением чернокожих. Ещё до формальной отмены апартеида, к началу 1980-х годов, многие связанные с ним законы были ограничены многочисленными поправками или фактически не выполнялись. К этому же времени ЮАР оказалась в международной экономической изоляции, подвергаясь экономическим и политическим санкциям со стороны ООН. Это ускорило демонтаж системы апартеида.
После падения режима апартеида Африканский национальный конгресс прекратил субсидирование буров. Также стала проводиться политика обратной дискриминации африканеров, с созданием обязательных квот на предприятиях и в вузах для чернокожего населения. Особую озабоченность вызывает рост преступлений против белых фермеров в ЮАР. В ответ, в среде буров зреют националистические чувства, стремление к концентрации в определённых анклавах. Одной из таких чисто бурских деревень стала Орания (Северо-Капская провинция), бурскими лидерами вынашиваются планы по созданию своего государства — Фолькстата.
До 1994 года находившаяся у власти в ЮАР Национальная партия опиралась главным образом на африканеров города и деревни, проводя политику расовой дискриминации и сегрегации в отношении африканцев, индийцев и метисов. После прихода к власти правительства АНК некоторые африканеры покинули ЮАР. Численность белого населения в ЮАР продолжает падать, и после эмиграции потомков англичан эта тенденция коснулась и африканерской общины.

### Субкультурные общности в составе африканеров
- Капские голландцы — белые поселенцы в районе Кейптауна, непрерывно проживающие там с момента голландской колонизации и смирившиеся с британской оккупацией (см. также капско-голландская архитектура).
- Буры (нидерл. boeren — «крестьяне») — белые фермеры-африканеры. Отличаются консервативным укладом жизни. По религии — протестанты.
  - Фуртреккеры — буквально «пионеры», участники «Великого трека». Не приняв британскую оккупацию Капской колонии, они направились в 1835 году в центральные районы и на Юго-Восточное побережье Южной Африки, основав там независимые республики, просуществовавшие до 1902 года.
  - Трекбуры — белые переселенцы, участники колонизационного движения из района Кейптауна в восточном и северо-восточном направлениях.

С последней трети XIX века постепенно начинает формироваться единая этническая общность африканеров. Важнейшими факторами роста национального самосознания стала англо-бурская война 1899—1902 годов и последующая борьба за сохранение своего языка и культуры.

## Культура
Культура африканеров собрала в себе ряд черт, наиболее характерных для Фландрии, откуда была основная волна миграции протестантов (в настоящее время Фландрия — почти полностью католический регион), с их адаптацией к местным африканским условиям.
Африканеры выработали своеобразный музыкальный стиль буремюсик, напоминающий американский стиль кантри.

### Праздники
В африканерских поселениях отмечаются следующие праздники:
- Пасха (африк. Paasfees);
- Рождество Христово (африк. Kersfees)
- Вознесение Господне (африк. Hemelvaartsdag);
- День Основания (африк. Stigtingsdag) — 6 апреля (годовщина прибытия Яна ван Рибека в Южную Африку);
- День Крюгера[англ.] (африк. Krugerdag) — 10 октября (день рождения Пауля Крюгера);
- День Клятвы[англ.] (африк. Geloftedag) — 16 декабря (годовщина Битвы на Кровавой реке и принесения клятвы чтить этот день).

### Фольклорные персонажи
- Грутсланг (африк. и нидерл. Grootslang — «большой змей») — чудовище, которое описывают либо как гигантского змея, либо как гибрид слона и гигантского змея[9].
- Ян Ван Хункс[африк.] — пират, который соревновался с дьяволом в том, кто больше выдохнет табачного дыма и не закашляется; он выиграл соревнование, но был обречен каждый год повторять его, что приводит к облачности на Столовой горе[10].
- Антье Сомерс[африк.] — разбойник, который по ночам надевал женскую одежду и нападал на ничего не подозревающих полуночников, а затем стал призраком, который бродит по ночам в женской одежде и похищает детей[11].